# Збандут, Иван Васильевич
Иван Васильевич Збандут (укр. Іван Васильович Збандут; род. 1951) — украинский тренер по тяжёлой атлетике (пауэрлифтинг); Заслуженный тренер Украины (1999), Почётный работник физической культуры и спорта Украины (2007), Заслуженный работник физической культуры и спорта Украины (2010).

## Биография
Родился 20 февраля 1951 года в селе Юрьевка Первомайского района (ныне Мангушского района) Донецкой области Украинской ССР.
Окончил восемь классов школы и профессионально-техническое училище в Мариуполе. После этого служил в Советской армии, где увлёкся спортом — особенно усиленно стал заниматься тяжелой атлетикой. После армии продолжил обучение в Донецком техникуме физической культуры (ныне Донецкий государственный институт здоровья, физического воспитания и спорта), который окончил в 1977 году.
В Донецке работал инструктором физкультуры в жилищно-эксплуатационной конторе, затем старшим педагогом-организатором Донецкого горжилуправления. После распада СССР вернулся в родные края, жил в Юрьевке и в Мариуполе. Здесь впервые познакомился с пауэрлифтингом. С 1997 года Збандут работает тренером спортивного клуба «Вингс-спорт» (Мариуполь, Донецкая область). Одновременно с 1999 года возглавляет Донецкую областную федерацию по пауэрлифтингу и с 2004 года — Национальную федерацию пауэрлифтинга Украины. В 2008 году под его руководством женская и мужская сборные команды Украины добились 1-го места на чемпионате мира в Канаде и на чемпионате Европы в Чехии.
На протяжении многих лет И. В. Збандут подготовил ряд Мастеров спорта Украины международного класса и Заслуженных мастеров Украины; большое количество чемпионов, призеров и рекордсменов Украины, Европы и мира. В их числе Леся Гуминская, Виктория Оленица, Анна Булгакова, Екатерина Бородай (ставшая его женой), Алексей Рокочий и многие другие спортсмены.